# Parastenocaris surinamensis
Parastenocaris surinamensis är en kräftdjursart som beskrevs av Menzel 1916. Parastenocaris surinamensis ingår i släktet Parastenocaris och familjen Parastenocarididae. Inga underarter finns listade i Catalogue of Life.